# 孫君沢
孫 君沢（そん くんたく、生没年不詳）は、14世紀の中国・元代の職業画家。

## 略伝
浙江省杭州銭塘県の出身。生涯は全く不明だが、画風から馬遠・夏珪に学んだとされる。元時代、杭州には南宋画院画家の末裔が職業画家となって活動していたと考えられ、孫君沢はその中でも代表的な画家である。中国では評価されず現存する作品はないが、日本では高く評価された。室町幕府6代将軍足利義教は、従来尊重されていた禅僧が余技で描いた水墨画より、技術的に優れた職業画家の作品を好み、孫君沢の作品を熱心に集めていた。その後に編纂された『君台観左右帳記』では「上」の部に記載され、長谷川等伯も『等伯画説』の第53条で、孫君沢を楼閣山水図の名手と記している。
現在確認されている作品は15点ほど。画面の対角線の片側にモチーフを集めた、いわゆる「辺角の景」の構図、景物の形、岩や土坡の処理などは馬遠・夏珪の院体画を継承しているが、輪郭線が強調され描写が固くなり、奥行き感は減少し、情趣に乏しい面がある。こうした要素は、後の明代画院における浙派と南宋院体山水様式にも繋がる要素であり、中国では忘れ去られる原因となったが、孫君沢の線描を基本とし画面を幾何学的に構成する画法は、日本の絵師たちには学びやすかった。また、日本に招来された南宋絵画は小品が多いのに対し、（伝）孫君沢作品は大幅が多く、大画面障壁画の手本としても有用だったと見られ、雪舟や祥啓、狩野派の画家たちに大きな影響を与えた。

## 作品
- 楼閣山水図（静嘉堂文庫）二幅 絹本著色 各縦141.0x横59.0 重要文化財
- 雪景山水図（東京国立博物館）一幅 絹本墨画淡彩 縦125.8x横56.4 重要美術品

雪舟は、「四季山水図」（東京国立博物館蔵）冬景において、本図の構成を拡大・変形して用いている。また、長谷川等伯も、「妙心寺隣華院方丈室中 四季山水図襖絵」で、本図を反転・省略して描いている。
- 高士観眺図 （東京国立博物館）一幅 絹本墨画淡彩 縦102.5x横83.0 重要文化財 ※伝孫君沢
- 蓮塘避暑図（カルフォルニア、J.ケーヒル・コレクション）一幅 絹本墨画淡彩 縦186.0x横112.8

## 参考資料
- 中村渓男 監修 『山水画大全 二』 日本美術教育センター、1986年
- 小川裕充 『臥遊 中国山水画─その世界』 中央公論美術出版、2008年 ISBN 978-4-8055-0454-3
- 展覧会図録 『静嘉堂文庫創立百周年・新美術館開館記念 優品展』 1992年
- 週刊朝日百科 『世界の美術96 元時代 絵画・書・工芸』 朝日新聞社、1980年